# Facinas
Facinas es una pedanía de Tarifa, (Cádiz), España, situada en el campo de Gibraltar, establecida bajo la forma de entidad de ámbito territorial inferior al municipio.

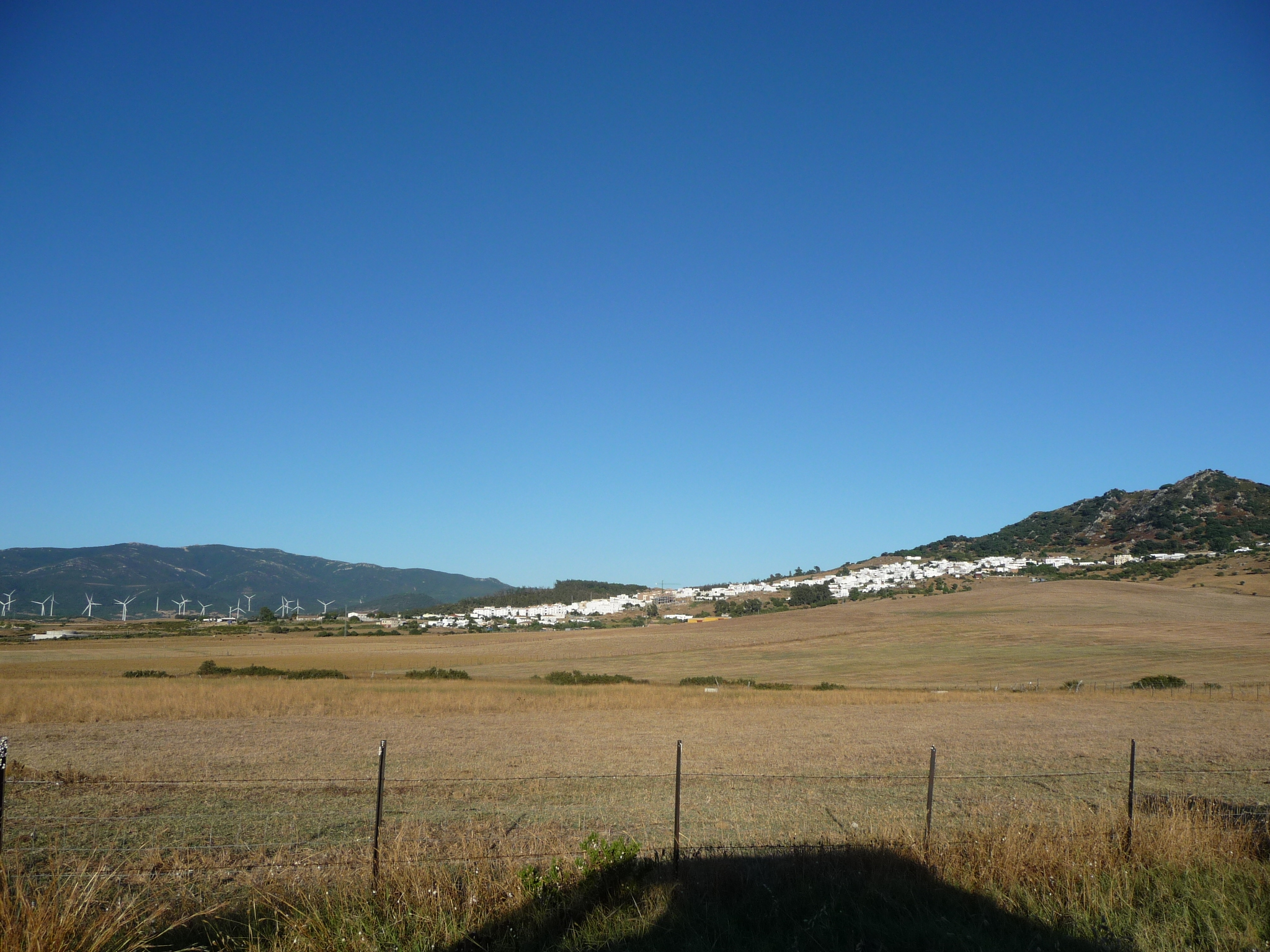
Facinas

Situada en la falda de la sierra de Fates, muy conocida por sus fiestas como la feria y la romería. Aunque está muy cerca de la costa, su carácter es claramente serrano, aunque en los años 1960 llegó a tener tres mil habitantes, en la actualidad cuenta con 1410 habitantes. Aunque en verano esta cifra se incrementa, no llega a tener una gran afluencia de turistas como en otras poblaciones más costeras.[cita requerida]

## Historia
Aunque la población actual es reciente, existe un importante conjunto megalítico con varios dólmenes en su Sierra de Saladaviciosa que evidencian poblaciones prehistóricas en el lugar El nombre de Facinas, documentado previamente como Feçina, deriva probablemente de Festiana, nombre de una villa romana propiedad de un tal Festus. A unos 5 km al nordeste, junto a la carretera CA-221 a Los Barrios, se encuentra el cerro de Torrejosa o Almodóvar, donde al parecer murieron los mártires Servando y Germán, patronos de la diócesis de Cádiz.

## Geografía
Se encuentra situada junto al Parque natural parque natural de Los Alcornocales,  denominándose puerta sur del mismo. Muy cerca de las poblaciones de Vejer de la Frontera (32 km) y Tarifa (16 km). Así mismo se encuentra a unos quince kilómetros del parque natural del Estrecho donde se encuentran las playas de Bolonia y Valdevaqueros, así como las de Atlanterra y Zahara de los Atunes, siendo utilizada por muchos turistas como residencia más tranquila para acudir a todos estos destinos costeros. por ello se ha visto favorecida la construcción de segundas residencias en Facinas, al estar cerca de todo y no padecer los problema de las zonas costeras más saturadas.

## Economía
Históricamente las actividades económicas mayoritarias han sido los trabajos forestales. Y más recientemente la hostelería y la construcción. Además, al estar bien comunicada se está convirtiendo en un núcleo poblacional de los llamados ciudades dormitorios.

## Cultura

### Fiestas
- Carnaval.  Son tradicionales el pasacalles, los bailes y la actuación de la chirigotas locales.

- Semana Santa.

- La Cruz de Mayo.

- Romería de Nuestro San Isidro Labrador.  Se celebra el último domingo de mayo en el área recreativa los tornos. Las familias pasan un día campestre, acompañando al patrón en su procesión.

- Verbena de San Juan.  La noche del 23 de junio es la quema del "Juanillo" y luego se celebra la noche de San Juan. Muchos[¿quién?] la describen como una noche mágica nocturna en compañía y en la caseta municipal se ofrece una actuación.

- Feria.

## Servicios públicos
Facinas cuenta con todos los servicios públicos esenciales: centro de salud de atención primaria, colegio público, piscina pública municipal, farmacia, cuartel de la Guardia Civil, instalaciones deportivas, culturales y administrativas municipales. Aunque tiene algún déficit en dotaciones públicas, está mejorando notablemente en los últimos años.

## Comunicaciones
Se accede a Facinas por la N-340, mediante salidas situadas en los kilómetros 65 y 67 de esta carretera. Hace años también por la CA-221, una carretera que atravesaba la Sierra de Ojén dirigiéndose hacia Los Barrios, hoy cerrada al tráfico a vehículos a motor al reconvertirse en ruta cicloturista. En caso de querer acceder con vehículo a motor deberá solicitar autorización previa en la oficina del parque natural de Los Alcornocales.
Todos los días circulan autobuses con  parada en la salida próxima al km 67 de la N-340 que comunican la localidad con Algeciras, La Línea de la Concepción, Cádiz, Sevilla y Málaga. Facinas se encuentra en la zona F del Consorcio de Transporte Metropolitano del Campo de Gibraltar, por la población pasa con parada la línea metropolitana M-160 (Tahivilla-Algeciras), que circula de lunes a viernes, y el servicio especial de verano M-161 (Algeciras-Barbate).

## Turismo
Además del encanto del Parque de Los Alcornocales, por la localidad pasa la ruta 8 del proyecto EuroVelo, conectando Cádiz con Atenas.